# Санкции ООН
Санкции ООН — принудительные меры, принимаемые Советом Безопасности ООН в отношении государства (части его территории или конкретно определённых лиц), которое отказывается выполнять обязанности, вытекающие из правоотношения международной ответственности. Санкции ООН являются промежуточными мерами, которые являются более суровыми, чем словесное осуждение, но менее суровыми, чем применение силы. Решение о применении санкций принимается Резолюциями СБ ООН.
В международно-правовой доктрине 1950—1980-х годов санкции понимали как составляющую института ответственности. В последнее время отечественные и зарубежные учёные выделяют их в самостоятельный институт.
Также до сих пор дискуссионным вопросом остаются субъекты, обладающие правом применять санкции.
История развития санкций насчитывает более двух тысяч лет. Первые случаи применения были известны ещё в Древней Греции. В эпоху средневековья подобные меры получают нормативное закрепление и название «репрессалии». Санкциями они стали именоваться после Первой мировой войны в Уставе Лиги Наций. После создания ООН такие меры были закреплены в VII Разделе Устава ООН. В период с 1945 по 1990 санкции ООН были применены только два раза — в отношении Родезии (ныне Зимбабве) и ЮАР.
До недавнего времени они носили всеобъемлющий характер и предусматривали объявление (в соответствии с Резолюциями СБ ООН) всеми государствами-членами ООН полного эмбарго на торговлю с государством-объектом санкций. Таким санкциям подверглись Ирак и Югославия, чуть в меньшей степени Гаити и Родезия (ныне Зимбабве).
На сегодняшний день санкции ООН в своём большинстве представляют запрет на поездки или замораживание активов лиц, внесённых Советом Безопасности в так называемый «чёрный список» или эмбарго на поставки вооружения в государство-объект санкций. Такие санкции называются «точечными» или «целенаправленными».
По состоянию на июль 2021 года за время своего существования ООН устанавливала санкционные режимы 30 раз, из них действующими оставались 14. Из ныне действующих дольше всего существует режим санкций в отношение Сомали (введён в 1992 году), а самыми «молодыми» являются санкции в отношение Мали (действуют с 5 сентября 2017 года). Самыми непродолжительными по времени действия были санкции в отношении Эфиопии/Эритреи (17 мая 2000 г. — 15 мая 2001 г.).

## Понятие
На сегодняшний день термин Санкции ООН употребляется в двух смыслах. Под ним понимают:
- любые меры предпринимаемые Советом Безопасности на основании раздела VII Устава ООН
- меры предпринимаемые лишь в соответствии со статьёй 41 Устава ООН, которые включают исключительно невоенное принуждение.

При этом непосредственно сама Организация Объединённых Наций придерживается второй позиции. Таким образом:
Санкции ООН это система невоенных, в большей степени экономических, мер принуждения, решение о применении которых принимается Советом Безопасности ООН на основании 41 статьи Устава ООН, в отношении государства-правонарушителя международного мира и безопасности (части её территории или конкретно определённых лиц). Целью применения Санкций ООН является прекращение такого правонарушения и обеспечение выполнения государством-правонарушителем обязанностей, которые вытекают из правоотношения ответственности.
Санкции без использования вооружённой силы играют роль промежуточных мер, которые являются более суровыми, чем словесное осуждение, но менее суровыми, чем применение силы.
Санкции вводятся на основании Резолюции СБ ООН

### Отношение понятия «принудительные меры» к термину «санкции»
Принудительные меры в широком смысле слова охватывают все неблагоприятные последствия для делинквента, вытекающие из правоотношения ответственности. Между тем наука международного права отличается разнообразием мнений о сущности термина «принудительные меры».
Исходя из текста Устава ООН, в котором словосочетание «принудительные меры» употребляется несколько раз, можно сделать вывод, что разработчики Устава вкладывали в него несколько иной смысл, в отличие от понимаемого сегодня. Так, под принудительными мерами подразумевают действия Совета Безопасности по поддержанию международного мира и безопасности, предпринятые на основании главы VII Устава ООН. Такие меры могут быть как с использованием вооружённой силы, так и без таковой.
Однако, исходя из анализа текста официальных документов Совета Безопасности такие меры именуются не иначе как «санкции», несмотря на то, что по тексту Устава термин «санкции» не используется вообще.

### Виды санкций
Практика применения санкций за более чем полувековую историю существования ООН создала значительную базу для систематизации их форм и видов. В международно-правовой литературе неоднократно осуществлялись попытки привести определённую классификацию санкций. Но разными учёными санкциями охватывался или очень расширенный или слишком суженный перечень правомерных, а также иногда неправомерных, принудительных средств. Исходя из уже изложенного можно дать такую классификацию международно-правовых санкций общего характера.
Санкции, которые осуществляются государствами или международными организациями на основании Резолюций Совета Безопасности, принятых в соответствии с Разделом VII Устава ООН:
1. Коммерческие или торговые:
а) полное (всеобъемлющее) эмбарго;
б) частичное (выборочное) эмбарго;
в) прекращение технического обслуживания;
2. Финансовые:
а) блокирование иностранных активов правительства;
в) ограничение доступа на финансовые рынки
г) прекращении предоставления финансовой помощи;
3. Санкции в отношении передвижения:
а) запрет на перемещение за границу своего государства определённых лиц или групп лиц;
б) запрет на перемещение любых средств сообщения (в большинстве случаев воздушного сообщения);
4. Дипломатические:
а) полный или частичный отзыв сотрудников дипломатических представительств из страны-объекта санкций;
б) аннулирования дипломатических виз;
5. Спортивные и культурные:
а) запрет на участие в спортивных соревнованиях лиц или групп лиц, представляющих страну-объект санкций;
б) прекращение научного, технического и культурного сотрудничества путём обмена и поездок с участием лиц или группы лиц, представляющих страну-объект санкций;
6. Процессуальные санкции:
а) Прекращение или лишение права голоса;
б) Лишение права на представительство в выборних органах международной организации;
в) Неприятие или исключения из членства в международной организации;
Наиболее распространёнными санкциями на сегодняшний день являются такие виды Санкций ООН как:
- запрета на поездки. Применяются исключительно против физических лиц ответственных за противоправное поведение государства и выражаются в запрете таким лицам покидать территорию своего государства.
- замораживания активов. Применяются исключительно против физических лиц ответственных за противоправное поведение государства и выражаются в запрете такими лицами пользоваться активами размещёнными за пределами своего государства.
- эмбарго на поставку вооружения. Применяются против государства в целом и выражаются в запрете всем остальным государствам поставлять оружие или составляющие в объёме, количестве и на условиях предусмотренных Советом Безопасности ООН.

## История санкций ООН
Перед тем как санкции были закреплены в уставе ООН (по Уставу именуются «принудительными мерами») они прошли долгую эволюцию, изменяясь и адаптируясь к различным историческим периодам развития международных отношений. Долгое время такие меры именовались как репрессалии, затем, после создания Лиги Наций, распространяется термин санкции.
Развитие санкций ООН условно можно разделить на такие периоды как:
- Санкции в период с 1945 по 1990 год;
- Период всеобъемлющих санкций, с 1990 по 1998 год;
- Переход к адресным санкциям, с 1998 года по нынешнее время;

### СанкцииООНс1945по1990
Следующим шагом в развитии института санкций стало создание в 1945 году Организации Объединённых Наций.
Основатели ООН решили в корне изменить прежнюю систему принудительных мер и с этой целью внесли в Устав ООН ряд прогрессивных положений, призванных обеспечить сохранение и поддержание международного мира и безопасности.
В соответствии с Уставом ООН, Совет Безопасности получил право определять наличие любой угрозы миру, любого нарушения мира или акта агрессии. Такая норма Устава ООН, в отличие от той, которая была закреплена в Уставе Лиги Наций и предусматривала право государств-членов самостоятельно определять факт агрессии, обеспечила централизованное реагирование государств на международные правонарушения.
Так статья 41 Устава ООН предусматривает такие принудительные меры без использования вооружённой силы как «полный или частичный перерыв экономических отношений, железнодорожных, морских, воздушных, почтовых, телеграфных, радио или других средств сообщения, а также разрыв дипломатических отношений».
Несмотря на внешнюю эффективность такого инструмента, впервые Совет Безопасности сослался на статью 41 Устава ООН только 16 декабря 1966 года, когда в своей Резолюции № 232 обязал государства осуществить определённые принудительные меры против Южной Родезии. Эти санкции были отменены Резолюцией 460 (1979) от 21 декабря 1979 года.
До 1990 года Советом Безопасности санкции применялись лишь дважды — к Южной Родезии (как уже указывалось) и к ЮАР, Резолюцией 418 (1977) от 4 ноября 1977 года когда было введено эмбарго на поставки оружия (прекращены Резолюцией 919 (1994) от 25 мая 1994 года)

### Всеобъемлющие санкции (1990—1998 годы)
После аннексии Ираком территории Кувейта 2 августа 1990 года в истории ООН началась новая эра применения санкций. 6 августа 1990 года Совет Безопасности ООН принял Резолюцию 661 (1990), которая предусматривала применение принудительных мер без использования оружия в соответствии с положениями Главы VII Устава против Ирака и Кувейта. Под действие таких мер попали любые товары, исключение составляли только поставки, предназначенные исключительно для медицинских целей, и поставки продуктов питания в рамках гуманитарной помощи. Однако всеобъемлющие принудительные меры вызвали существенное ухудшение экономического и социального положения в Ираке. В период действия всеобъемлющих мер с 1990 до 1995 года иракский динар упал в цене по отношению к доллару США более чем в 20 раз.
Ещё одним примером применения всеобъемлющих санкций в практике Совета Безопасности ООН является случай введения принудительных мер, в соответствии с разделом VII Устава ООН, против Гаити в 1994 году Резолюцией № 917 (1994).
Одним из наиболее ощутимых, по негативным последствиям для населения, стало введение 30 мая 1992 года всеобъемлющих санкций в отношении Югославии. Последствия такого эмбарго нанесли значительный вред как экономике страны так, и незащищённым слоям населения. Ещё одним примером негативных гуманитарных последствий являются всеобъемлющие санкции, предусматривающие эмбарго на воздушные перевозки, введённых Резолюциям Совета Безопасности ООН 748 (1992) и 843 (1993) по Ливии. В Доклады Миссии ООН по установлению фактов в Ливии отмечено, что санкции вызывают «всеобъемлющие, неблагоприятные последствия для условий жизни населения и экономики страны».
В частности, уровень безработицы там вырос с 1 до 12 процентов, ускорились темпы инфляции, цены на большинство товаров выросли более чем на 200 процентов.

### Переход к адресным санкциям
Негативные последствия, вызванные применением всеобъемлющих невоенных санкций, были обусловлены концепцией, которой долгое время придерживался Совет Безопасности ООН в своей деятельности по применению принудительных мер. Её суть сводится к неофициальной формуле выведенной западными учёными, а именно её свободный перевод звучит как «страдания населения будет приводить к давлению на правительство». Создание с помощью санкций неблагоприятных экономических условий для населения, может якобы приводить к давлению последнего на правительство страны с целью побуждения к действиям, которые обеспечат снятие режима санкций с государства.
Несовершенство данной концепции подтверждается практикой применения санкций. При режимах правления, исключающих демократический порядок, у населения отсутствуют необходимые средства влияния на государственную власть. Такая позиция нашла отражение и в Докладе Генерального секретаря ООН относительно роли ООН в XXI веке Кофи Аннана:
Когда жёсткие и всеобъемлющие экономические санкции применяются против авторитарных режимов возникает другая проблема. В этом случае обычно страдают простые люди, а не политическая элита, поведение которой спровоцировало введение санкций».
В итоге критика применения всеобъемлющих санкций привела к постепенному поиску Советом Безопасности ООН эффективной альтернативы. Основываясь на рекомендациях семинаров ООН, посвящённых проблемам всеобъемлющих санкций, а также на предложениях, сделанных комитетами по санкциям, Совет Безопасности ООН постепенно начал переходить к практике применения так называемых «точечных санкций». Такие санкции предусматривают влияние непосредственно на членов правительства и правящую элиту в целом или военнослужащих, иначе говоря, эти «санкции, направленные на лиц, несущих непосредственную ответственность за неправомерную политику».
В рамках такого законного давления могут применяться такие меры, как наложение ареста на финансовые активы за рубежом; ограничения доступа на иностранные финансовые рынки; эмбарго на поставки оружия; запрет на посещения зарубежных стран и др. Они осуществляются в отношении как частных лиц, имеющих отношение к международным правонарушениям, так и предприятий или любых объектов, принадлежащих правительству. Кроме того, к ним можно отнести разного рода эмбарго на поставку объектов, которые не используются населением в повседневных или любых других мирных целях.

## Процедура принятия санкций
Решение о применении санкций принимает Совет Безопасности ООН. Такие решения принимаются в обычном порядке для принятия резолюций — девятью голосами, при чём, включая совпадающие голоса всех постоянных членов Совета Безопасности ООН. Из положений глав VI и VII Устава ООН следует, что прежде чем прибегнуть к применению санкций, органы ООН, в частности Совет Безопасности ООН и Генеральная Ассамблея ООН, уполномочиваются использовать все возможные средства мирного урегулирования. Таким образом, санкции должны применяться только в случае, если полностью отсутствуют возможности или исчерпаны все способы согласительного урегулирования конфликта. После принятия резолюции, которая должна в обязательном порядке ссылаться на раздел VII Устава ООН, санкции становятся обязательным для исполнения всеми государствами членами и даже не членами ООН. В некоторых странах для введения на их территории действия положений резолюции принимается соответствующий нормативный акт. Также, Советом Безопасности ООН вместе с принятием решения о введении санкций принимается решение о создании специального комитета по санкциям в отношении страны-объекта санкций.

## Чёрные списки
Ввиду того, что Совет Безопасности ООН перешёл к практике «точечных санкций» в отношении лиц, которые непосредственно виноваты в принятии решения от имени государства или способствующие реализации данного решения, стали составляться так называемые «чёрные списки» куда вносятся имена вышеуказанных лиц. Списки составляются вспомогательными органами Совета Безопасности ООН — комитетами по санкциям.
Эти комитеты получают такую информацию, как от различных государств, так и от различных международных организаций, таких например как Интерпол. В последнее время списки стали включаться непосредственно в саму резолюцию вводящую или усиливающую санкционный режим. Для процедуры включения таких списков, а также порядка исключения и изъятия из него, комитеты по санкциям принимают соответствующие Руководящие принципы, которые приблизительно стремятся к одному стандарту.
На сегодняшний день такие списки составлены и действуют в отношении Гвинеи-Бисау, Демократической Республики Конго, Ирака, Йемена, Ливана, Ливии, Мали, Северной Кореи, Сомали, Судана, Эритреи, Южного Судана, ЦАР и международных террористических организаций «Аль-Каида», ИГИЛ (ДАИШ) и «Талибан».

## Все случаи применения санкций ООН
| Страна                               | Введение санкций (дата и номер Резолюции)                  | Прекращения санкций (дата и номер Резолюции)                  | Виды санкций |
| ------------------------------------ | ---------------------------------------------------------- | ------------------------------------------------------------- | --- |
| Ангола                               | 15 сентября 1993 года путём принятия Резолюции 864 (1993)  | 9 декабря 2002 года в соответствии с Резолюцией 1448 (2002)   | - Запрет на импорт алмазов из Анголы; - Запрет на продажу или поставку оборудования, используемого в горнодобывающей промышленности; - Запрет на продажу или поставку автотранспортных средств, или судов, или запасных частей к ним. |
| Афганистан                           | 15 октября 1999 года путём принятия Резолюции 1267 (1999)  | До сих пор                                                    | - Замораживание активов; - Запрет на поездки; - Эмбарго на поставки оружия. |
| Гаити                                | 16 июня 1993 года путём принятия Резолюции 841 (1993)      | 29 сентября 1994 года в соответствии с Резолюцией 944 (1994)  | - Эмбарго на поставку оружия и нефти; - Замораживание финансовых средств. |
| Гвинея-Бисау                         | 18 мая 2012 года путём принятия Резолюции 2048 (2012)      | До сих пор                                                    | - Запрет на поездки |
| Демократическая Республика Конго     | 28 июля 2003 года путём принятия Резолюции 1493 (2003)     | До сих пор                                                    | - Эмбарго на поставки оружия; - Запрет на поездки; - Усиление транспортного контроля со стороны граничащих с ДРК стран; - Усиление таможенного контроля со стороны граничащих с ДРК стран; - Замораживание активов. |
| Ирак, а также Кувейт                 | 6 августа 1990 года путём принятия Резолюции 661 (1990)    | 22 мая 2003 года в соответствии с Резолюцией 1483 (2003)      | - Всеобъемлющие санкции |
| Ирак                                 | 22 мая 2003 года путём принятия Резолюции 1483 (2003)      | До сих пор                                                    | - Эмбарго в отношении оружия; - Замораживание и перевод активов. |
| Иран                                 | 23 декабря 2006 года путём принятия Резолюцией 1737 (2006) | 20 июля 2015 года в соответствии с Резолюцией 2231 (2015)     | - Эмбарго на поставку материалов; чувствительных в плане распространения ядерной деятельности и развития программ разработки баллистических ракет; - Запрет на экспорт оружия и связанных с ним материалов; - Запрет на поездки; - замораживание активов. |
| Йемен                                | 26 февраля 2014 года путём принятия Резолюции 2140 (2014)  | До сих пор                                                    | - Эмбарго на поставки оружия; - Запрет на поездки; - Замораживание активов. |
| КНДР                                 | 14 октября 2006 года путём принятия Резолюции 1718 (2006)  | До сих пор                                                    | - Эмбарго на поставки оружия; - Эмбарго, связанное с ядерными программами; - Запрет на специализированное обучение и подготовку; - Запрет на экспорт в КНДР предметов роскоши; - Запрет на поездки; - Запрет на перевозки; - Запрет на предоставление бункеровочных услуг; - Утилизация изъятых предметов; - Замораживание активов; - Финансовые меры; - Ограничение научно-технического сотрудничества; - Запрет на поставки угля и минеральных ресурсов и секторальные запреты; - Запрет на экспорт конденсата и природного газа; - Запрет в отношении всех продуктов переработки нефти и поставки топлива; - Ограничение на поставку, продажу или передачу сырой нефти; - Запрет в отношении морепродуктов; - Запрет на экспорт текстильных изделий; - Запрет в отношении работы граждан КНДР за границей; - Запрет на поставку, продажу или передачу памятников, новых вертолётов и новых или бывших в эксплуатации морских судов. |
| Кот-д’Ивуар                          | 15 ноября 2004 года путём принятия Резолюции 1572 (2004)   | 28 апреля 2016 года в соответствии с Резолюцией 2283 (2016)   | - Эмбарго на поставки оружия; - Запрет на поездки; - Замораживание активов; - Санкции в отношении алмазов. |
| Либерия                              | 19 ноября 1992 года путём принятия Резолюции 788 (1992)    | 25 мая 2016 года в соответствии с Резолюцией 2288 (2016)      | - Эмбарго на поставки оружия, включая оружие и боеприпасы, военные автотранспортные средства и технику, полувоенное снаряжение и запасные части для всего вышеупомянутого; - Запрет на импорт любой круглой древесины и лесоматериалов либерийского происхождения - Запрет на поездки; - Замораживание активов. |
| Ливан                                | 31 октября 2005 года путём принятия Резолюции 1636 (2005)  | До сих пор                                                    | - Запрет на поездки; - Замораживание активов. |
| Ливия                                | 31 марта 1992 года путём принятия Резолюции 748 (1992)     | 12 сентября 2003 года в соответствии с Резолюцией 1506 (2003) | - Эмбарго на поставки оружия; - Воздушное эмбарго; - Замораживание активов; - Запрет на поставку оборудования для переработки и транспортировки нефти. |
| Ливия                                | 26 февраля 2011 года путём принятия Резолюции 1970 (2011)  | До сих пор                                                    | - Эмбарго на поставки оружия; - Запрет на поездки; - Замораживание активов; - Запрет незаконного экспорта нефти из Ливии. |
| Мали                                 | 5 сентября 2017 года путём принятия Резолюции 2374 (2017)  | До сих пор                                                    | - Запрет на поездки; - Замораживание активов. |
| Родезия (ныне Зимбабве)              | 16 декабря 1966 года путём принятия Резолюции 232 (1966)   | 21 декабря 1979 года в соответствии с Резолюцией 460 (1979)   | - Торговое эмбарго на ряд товаров |
| Руанда                               | 17 мая 1994 года путём принятия Резолюции 918 (1994)       | 10 июля 2008 года в соответствии с Резолюцией 1823 (2008)     | - Эмбарго в отношении оружия |
| Сомали                               | 23 января 1992 года путём принятия Резолюции 733 (1992)    | До сих пор                                                    | - Эмбарго в отношении оружия (территориальное); - Эмбарго в отношении оружия (целенаправленный запрет на передачу оружия физическим лицам); - Запрета в отношении компонентов, которые могут использоваться для изготовления самодельных взрывных устройств (СВУ); - Запрет на торговлю древесным углём; - Запрет на поездки; - Замораживание активов. |
| Судан                                | 30 июля 2004 года путём принятия Резолюции 1556 (2004)     | До сих пор                                                    | - Эмбарго на поставки оружия; - Запрет на поездки; - Замораживание активов. |
| Сьерра-Леоне                         | 8 октября 1997 года путём принятия Резолюции 1132 (1997)   | 29 сентября 2010 года в соответствии с Резолюцией 1940 (2010) | - Эмбарго в отношении оружия для негосударственных субъектов; - Запрет на поездки. |
| ЦАР                                  | 5 декабря 2013 года путём принятия Резолюции 2127 (2013)   | До сих пор                                                    | - Эмбарго на поставки оружия; - Запрет на поездки; - Замораживание активов. |
| Эритрея и Эфиопия                    | 17 мая 2000 года путём принятия Резолюции 1298 (2000)      | 16 мая 2001 года (по истечении срока)                         | - Эмбарго на поставки оружия; - Запрет на предоставление технической помощи и услуг в области подготовки кадров |
| Эритрея                              | 23 декабря 2009 года путём принятия Резолюции 1907 (2009)  | До сих пор                                                    | - Эмбарго на поставки оружия; - Запрет на поездки; - Замораживание активов. |
| ЮАР                                  | 4 ноября 1977 года путём принятия Резолюции 418 (1977)     | 25 мая 1994 года в соответствии с Резолюцией 919 (1994)       | - Эмбарго на поставки оружия |
| Южный Судан                          | 3 марта 2015 года путём принятия Резолюции 2206 (2015)     | До сих пор                                                    | - Запрет на поездки; - Замораживание активов. |
| Югославия (включая Косово и Метохию) | 25 сентября 1991 года путём принятия Резолюции 713 (1991)  | 10 сентября 2001 года в соответствии с Резолюцией 1367 (2001) | - Всеобъемлющие санкции |

## Международные процессы по санкциям
С целью повышения эффективности санкций с конца 1990-х годов, состоялось три международных процесса относительно разработки и улучшения правовых и политических подходов к процедуре применения санкций ООН.
Первый из них, Интерлакенский процесс был инициирован правительством Швейцарии и проходил в два этапа 17—19 марта 1998 года и 29—31 марта 1999 года. Оба семинара были сосредоточены на изучении целевых финансовых санкций. В результате обсуждения различных проблем при применении санкций была определена роль гуманитарных исключений в разработке непосредственно целенаправленных финансовых санкций. В отчетный доклад о работе Интерлакенского процесса был включен разработанный проект текста Резолюций Совета Безопасности ООН относительно введения санкционного режима.
Второй, Боннско-Берлинский процесс, организованный министерством иностранных дел Германии в 2000 году, был сосредоточен на такого рода целенаправленных санкциях как эмбарго на поставки оружия и запрет на поездки. В ходе обсуждений в рамках данного процесса, были разработаны ряд рекомендаций относительно возможных негативных гуманитарных последствий в случае применения санкций и предложен механизм относительно преодоления таких последствий.
Третий, Стокгольмский процесс, посвящённый осуществлению целенаправленных санкций ООН, координировался шведским министерством иностранных дел. Окончательный доклад по результатам этого процесса был представлен на рассмотрение Совета Безопасности ООН в феврале 2003 года. Среди его рекомендаций содержатся положения о необходимости проведения регулярных гуманитарных и социально-экономических оценок последствия применения санкций.
В совокупности данные процессы значительно продвинули эффективность применения целенаправленных санкций. Кроме того, в результате проведения таких мероприятий негативные гуманитарные последствия от применения целенаправленных санкций, Советом Безопасности ООН были значительно минимизированы.

### Монографии
- Багинян К. А. Международные санкции по Уставам Лиги Наций и Организации Объединенных Наций и практика их применения. — М., 1948. — С. 52.
- Борисов Д. Санкции. — М., Л.: «Соцэкгиз», 1936. — С. 198.
- Василенко В. А. Международно-правовые санкции. — Киев: «Вища школа», 1982. — С. 229. — Код классификации СССР 1207000000
- Даневский В. П. Пособие по изучению истории и системы международного права. — Харьков, 1892. — С. 172.
- Жданов Ю. Н. Принудительные меры в международном праве. Дис.  д-ра юрид. наук. — М., 1999. — С. 258.
- Комаровский Л. А. Международное право. — М., 1908. — С. 276.
- Колосов Ю. М. Ответственность в международном праве. — М.: «Юридическая литература», 1975. — С. 256.
- Левин Д. Б. Ответственность государств с современном международном праве. — М., 1966. — С. 152.
- Лукашук И. И. Право международной ответственности. — М.: Волтерс Клувер, 2004. — С. 160.
- Менжинский В. И. Проблема международной ответственности (в свете советской концепции международного права). Канд. дис. — М., 1951. — С. 351.
- Михеев Ю. Я. Применение принудительных мер по Уставу ООН. — М., 1967. — С. 206.
- Суворов В. К. Реторсии и репрессалии по современному международному праву. Диссертация на соискание  учёной степени кандидата юридических наук. — М., 1982. — С. 196.
- Чиков П. В. Военные санкции в международном праве :Автореферат диссертации на соискание  учёной степени кандидата юридических наук. — Казань: Казанский государственный университет, 2003. — С. 26.

### Статьи
- Белалова Б. Ш. Место международно-правовых санкций в современном международном праве // Законодательство. — М., 2002. — № 12. — С. 65—69.
- Вадапалас В. А. Осуществление международно-правовых санкций // Советский ежегодник международного права. 1988. — М., 1989. — С. 71—86.
- Левин, Д. Б. Санкции в международном праве // Правоведение. — М., 1981. — № 1. — С. 40—48.
- Лукашук И. И. Право международной ответственности // Международное публичное и частное право. — М., 2002. — № 2. — С. 30—43.
- Скакунов Э. И., Чехарин Ю. Е. Принуждение в международном праве // Советский ежегодник международного права. 1987. — М., 1988. — С. 79—89.